# Длинноусая зубатая барабуля
Длинноусая зубатая барабуля (лат. Parupeneus macronemus) — вид лучепёрых рыб из семейства барабулевых (Mullidae).

## Распространение
Широко распространён в Индо-Тихоокеанской области. Обитает в Красном море, Персидском заливе, на юге до Дурбана, Южная Африка, на востоке до Индонезии и Филиппин. Запись с Гавайев является ошибочной.

## Описание
Максимальная длина 40,0 см, хотя обычно вырастает до 20,0 см.

## Биология и среда обитания
Питается в основном ракообразными и полихетами. Населяет лагуны и прибрежные рифы на глубине более 25 м, редко на глубине более 40 м.

## Галерея

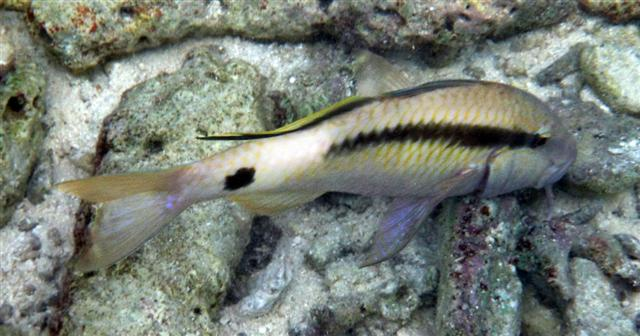
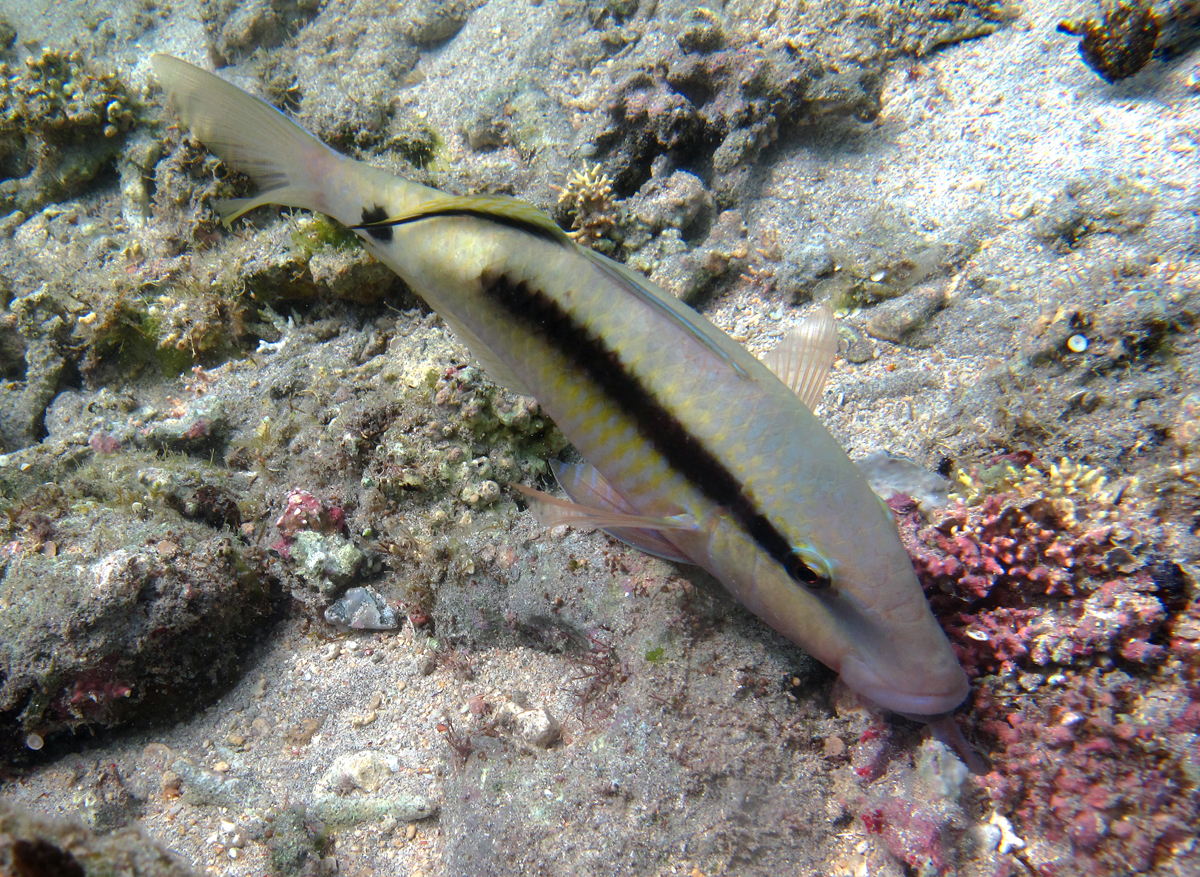